# Westalka (opera)
Westalka (fr. La Vestale) – opera z muzyką Gaspare Spontiniego i librettem Victora-Josepha-Etienne'a de Jouy, wystawiona po raz pierwszy 15 grudnia 1807 w Paryżu.

## Osoby
- Licyniusz, generał rzymski (Licinius, général romain) – tenor
- Cynna, dowódca legionu (Cinna, chef de légion) – tenor
- Arcykapłan (Le Souverain Pontife) – bas
- Szef Augurów (Le chef des aruspices) – bas
- Konsul (Un consul) – bas
- Julia, młoda westalka (Julia, jeune vestale) – sopran
- Wielka Westalka (La Grande Vestale) – mezzosopran

## Treść
Akcja opery toczy się w Rzymie, w III w. p.n.e.
Akt I
Licyniusz, wróciwszy do Rzymu ze zwycięskiej wyprawy przeciw Gallom, dowiaduje się, że jego ukochana Julia została zmuszona przez ojca do zostania westalką. W czasie triumfu Julia wieńczy zwycięzcę, a on w sekrecie obiecuje jej, że ją porwie ze świątyni.
Akt II
Licyniusz przybywa nocą do świątyni Westy. W czasie spotkania z ukochanym Julia zapomina o swoich obowiązkach i dopuszcza do zgaśnięcia świętego ognia. Licyniusz umyka na wiadomość, że jego zamiary zostały odkryte, a lud zbliża się do świątyni, by ukarać świętokradców. Julia zostaje wtrącona do więzienia, ale odmawia ujawnienia tożsamości ukochanego.
Akt III
Licyniusz chce wybłagać u Arcykapłana łaskę dla Julii, a wobec niepowodzenia postanawia uwolnić ją siłą. Julia nie zdradza imienia ukochanego nawet zstępując do grobu. W czasie ceremonii pogrzebania świętokradczyni żywcem rozpętuje się burza, a pierwszy piorun zapala welon Julii złożony na ołtarzu Westy. Na ten znak bogów Julia zostaje uwolniona, zwolniona ze ślubów kapłanki i oddana Licyniuszowi za żonę.

## Historia utworu
Libretto Westalki zostało odrzucone przez Méhula, Boieldieu i Cherubiniego, de Jouy zaproponował je więc Spontiniemu, który zaakceptował projekt i w roku 1805 ukończył komponowanie muzyki. Westalka była jego pierwszym utworem przeznaczonym dla Opery Paryskiej, przez czas jakiś więc rewidował jeszcze i ulepszał partyturę. Prapremiera opery przyniosła wielki sukces. W głównych partiach wystąpili: Alexandrine-Caroline Branchu (Julia) i Étienne Lainé (Licyniusz). Westalka utrzymała się w repertuarze Opery Paryskiej wiele lat (setne przedstawienie miała w 1816, dwusetne w 1830), szybko dostała się też na inne sceny (1810 – Bruksela i Wiedeń, 1811 – Berlin i Neapol, 1821 – Warszawa, 1824 – mediolańska La Scala, 1844 – Drezno). Wersja neapolitańska, wystawiona w przekładzie włoskim zyskała dużą popularność; w drugiej połowie XIX w. i w XX w. była najczęściej wystawianą. Słynnymi wykonawczyniami partii Julii były m.in. Marie-Cornélie Falcon, Isabella Colbran, Rosa Ponselle, Maria Caniglia, Maria Callas, Régine Crespin, Leyla Gencer, Renata Scotto, Montserrat Caballé i Rajna Kabaiwanska. Wersja oryginalna (francuska) powróciła na scenę w 1993 r. w La Scali.

## Nagrania
- Maria Callas (Julia), Franco Corelli (Licyniusz), Ebe Stignani (Wielka Westalka), dyr. Antonino Votto, 1954, nagranie na żywo
- Leyla Gencer, Robleto Merolla, Franca Mattiucci, dyr. Fernando Previtali, 1969, nagranie na żywo
- Rosalind Plowright, Francisco Araiza, Gisella Pasino, dyr. Gustav Kuhn, 1992, Orfeo
- Karen Huffstodt, Anthony Michaels-Moore, Denyce Graves, dyr. Riccardo Muti, 1993, Sony